# رود اوز، ساسکس
رود اوز رودی است که به کانال مانش می‌ریزد. این رود از کشور بریتانیا می‌گذرد.